# Pyramus

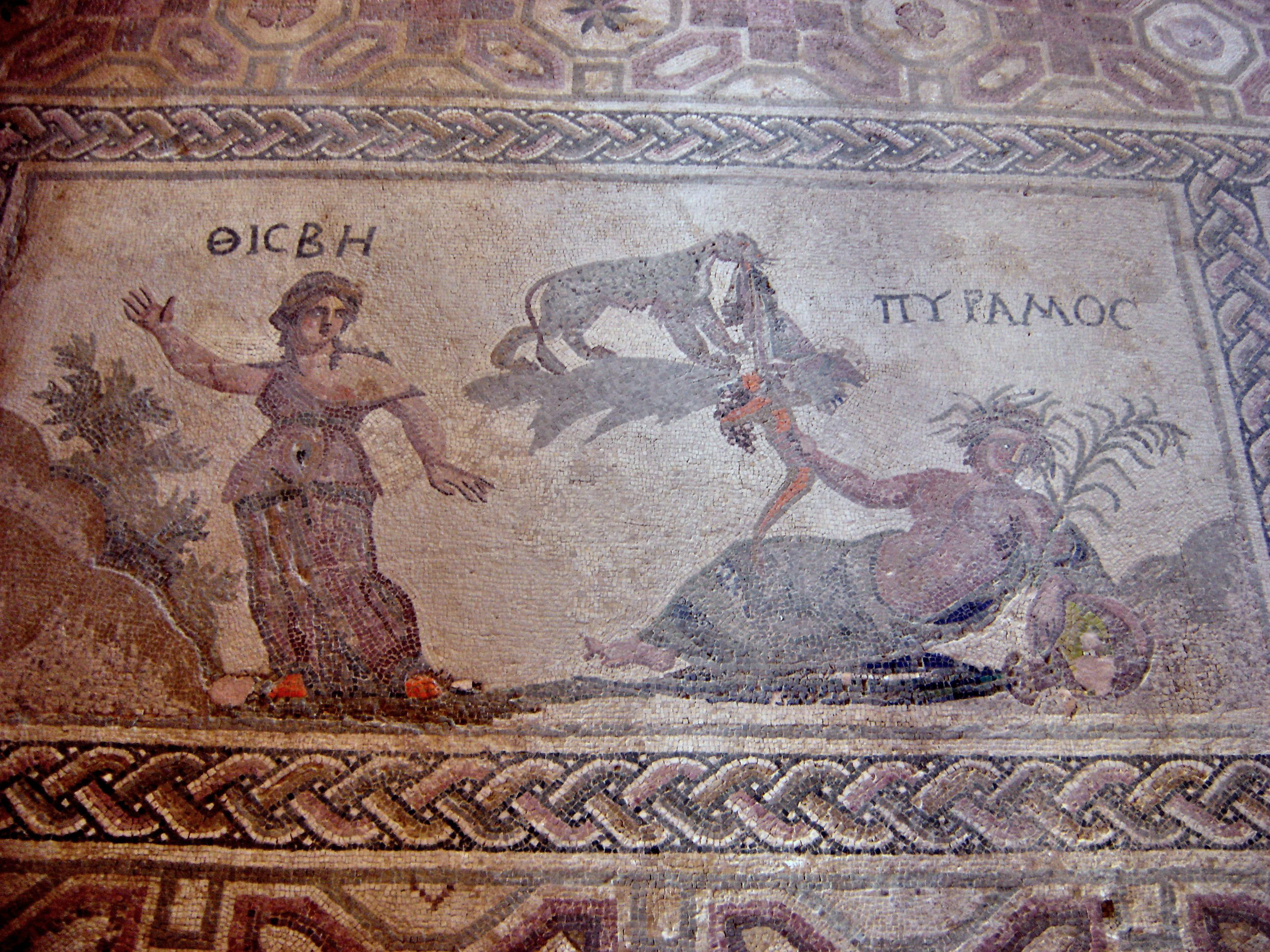
Pyramus och Thisbe. Romersk mosaik i Pafos

Pyramus är en tragisk hjälte i grekisk mytologi, och en av huvudpersonerna i romaren Ovidius dikt Pyramus och Thisbe i Metamorfoser. Pyramus och Thisbe är ett legendariskt babyloniskt kärlekspar vars historia återberättades av Ovidius. 
Pyramus älskar Thisbe men deras föräldrar förbjuder dem att träffas. De bryter mot förbudet och kommunicerar genom en spricka i väggen. De bestämmer en tid för möte under ett träd, men när Thisbe kommer dit är inte Pyramus där. Hon får syn på ett lejon, blodigt efter att nyss ha förtärt sitt rov, och flyr sin väg. Under flykten tappar hon sin slöja, vilken rivs sönder och blodas ner av lejonet. Kort efter kommer Pyramus, som vid åsynen av den blodiga slöjan tror att Thisbe blivit söndersliten, och i förtvivlan tar han livet av sig med sitt svärd. Då Thisbe hittar Pyramus tar hon livet av sig med samma svärd. Denna saga behandlades med förkärlek i medeltidens dramatik. I Sverige behandlades ämnet på 1600-talet av Magnus Olai Asteropherus i dramat En lustig comedia vid namn Tisbe. Mest bekant är sagan genom William Shakespeares En midsommarnattsdröm, där den parodieras. Motivet finns även med i Romeo och Julia, men då i allvarlig form.